# شهرستان سیمپسون (کنتاکی)
شهرستان سیمپسون، کنتاکی (به انگلیسی: Simpson County, Kentucky) یک سکونتگاه مسکونی در ایالات متحده آمریکا است که در کنتاکی واقع شده‌است.